# Arisaema jethompsonii
Arisaema jethompsonii là một loài thực vật có hoa trong họ Ráy (Araceae). Loài này được Thiyagaraj & P.Daniel mô tả khoa học đầu tiên năm 1999.